# Електролітичний конденсатор

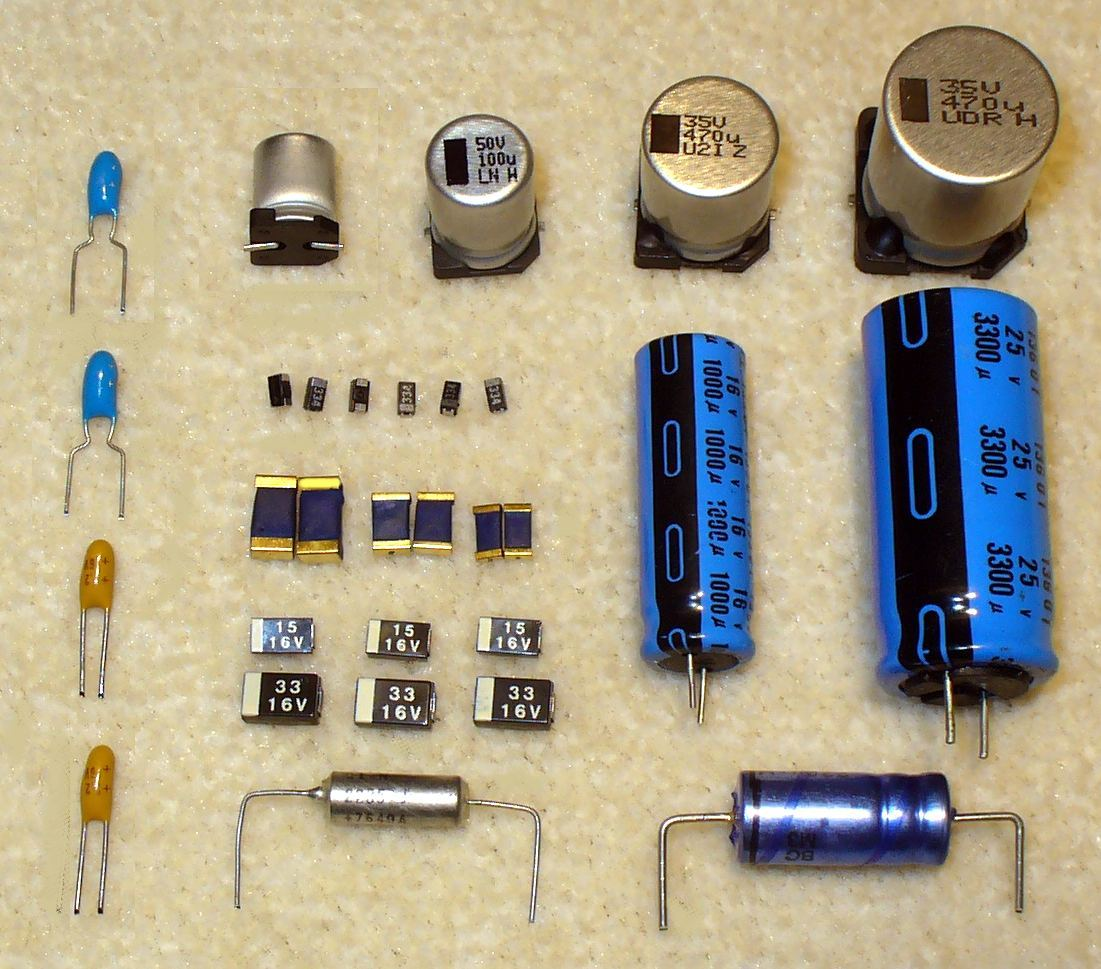
Найпоширеніші види танталових і алюмінієвих електролітичних конденсаторів.

Електроліти́чний конденса́тор (англ. electrolytic capacitor) — це поляризований конденсатор, в якому анод зроблений з металу, який утворює ізолюючий оксидний шар шляхом анодування. Цей оксидний шар діє як діелектрик конденсатора. Як катод використовують твердий, рідкий або гелевий електроліт.
За типом наповнення електролітичні конденсатори можна розділити на: рідинні, сухі, оксидно-напівпровідникові та оксидно-металеві.
Головною особливістю електролітичних конденсаторів є те, що вони, в порівнянні з іншими типами конденсаторів, мають більшу ємність при достатньо невеликих габаритах. Крім того, вони є полярними електричними накопичувачами, тобто повинні включатися в електричне коло з дотриманням полярності.
Існують і неполярні електролітичні конденсатори, але при рівній ємності їх габарити більші (як і ціна).
В основному, конденсатори такого типу застосовуються для згладжування пульсуючого струму у колах випрямлячів змінного струму. Крім цього, електролітичні конденсатори широко використовуються в звуковій техніці.

## Історія

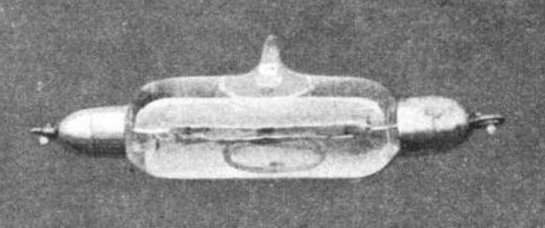
Один з перших електролітичних конденсаторів (1914), використовувався як конденсатор розв'язки в детекторних приймачах. Мав ємність близько 2 мкФ.

Принцип електролітичного конденсатора був виявлений у 1886 році польським винахідником Каролем Поллаком, як частина його дослідження анодування алюмінію та інших металів. Поллак виявив, що між тонким шаром оксиду алюмінієм і розчину електроліту була дуже висока ємність. Однією з основних проблем було те, що більшість електролітів, як правило, розчиняють оксидний шар, коли живлення вимкнено, але він зрештою зрозумів, що тетраборат натрію (бура) дозволить шару бути сформованим і не буде атакувати його згодом. Поллак отримав патент на свій алюмінієвий електролітичний конденсатор в 1897 році.
Першим застосуванням технології було створення конденсаторів для двигунів однофазного змінного струму (AC). Хоча більшість електролітичних конденсаторів поляризовані, тобто вони можуть працювати тільки на постійному струмі (DC), шляхом анодування алюмінієвої пластини, а потім поміщення їх у ванну з розчином солі бура, можливо зробити конденсатор, який може працювати в системах змінного струму.
Електролітичні конденсатори дев'ятнадцятого і початку двадцятого століття мало були схожі на їх сучасні типи, їхня конструкція більше нагадувала автомобільні акумулятори.
Першим головним застосуванням конденсаторів постійного струму цього типу було їх використання у великих телефонних станціях для зменшення шуму, який створювали реле на 48 вольт постійного струму.

## Конструкція
Електролітичні конденсатори, як правило, мають таку будову: шар електроліту поміщується між електродами з металевим типом провідності, один з яких покритий тонким шаром діелектрика (оксидною плівкою). За рахунок надзвичайно малої товщини діелектрика, ємність конденсатора досягає значних величин. Однак, контакт двох провідних пластин, розділених тонким діелектриком не є ідеальним, тому для усунення повітряного зазору, в простір між пластинами вводять електроліт. Як електроліту часто використовують концентровані розчини кислот і лугів.

## Електричні характеристики

### Еквівалентна послідовна схема

Еквівалентна схема електролітичного конденсатора.

Електричні характеристики конденсаторів приведені у відповідність міжнародним загальним технічним умовам IEC 60384-1. Згідно цього стандарту ці характеристики описуються ідеалізованою моделлю — еквівалентною послідовною схемою.
- C — електрична ємність конденсатора,
- RESR — еквівалентний послідовний опір, описує омічні втрати, скорочено «ESR»,
- LESL — еквівалентна послідовна індуктивність, описує індуктивний імпеданс, скорочено «ESL»,
- Rleak — електричний опір, що являє собою струм втрат конденсатора.

## Маркування та позначення

### Маркування полярності
У електролітичних конденсаторів з рідким електролітом негативний полюс позначений на корпусі, а у електролітах з твердим електролітом зазвичай позначено позитивний полюс.

### Позначення у схемах
Символи електролітичного конденсатора:
|                                                  |                                                  |                                                  |                                        |
| Електролітичний конденсатор (варіанти позначень) | Електролітичний конденсатор (варіанти позначень) | Електролітичний конденсатор (варіанти позначень) | Біполярний електролітичний конденсатор |

## Застосування
Електролітичні конденсатори (в радіотехніці часто використовується скорочення «електроліти») є низькочастотними елементами електричного кола, їх рідко застосовують для роботи на частотах вище 30 кГц.
В основному електроліти знайшли своє застосування у випрямлячах змінного струму для згладжування пульсуючого струму. Вони використовуються у звуковій техніці для перешкоджання проходження постійної складової у наступні каскади підсилювача. Також вони застосовуються для згладжування ШІМ для світлодіодних драйверів.
Через неможливість досягти достатньої герметизації корпусу, рідкий електроліт з часом висихає. При цьому втрачається ємність конденсатора. Також висиханню електроліту сприяє нагрів. Тому на корпусі практично будь-якого електролітичного конденсатора вказується допустимий діапазон робочої температури. Наприклад, від −40 до +105 °C.